# Gravelly Beach
Gravelly Beach är en ort i Australien. Den ligger i kommunen Launceston och delstaten Tasmanien, i den sydöstra delen av landet, omkring 180 kilometer norr om delstatshuvudstaden Hobart. Antalet invånare är 535.
Närmaste större samhälle är Invermay, omkring 17 kilometer sydost om Gravelly Beach. 
I omgivningarna runt Gravelly Beach växer i huvudsak städsegrön lövskog. Runt Gravelly Beach är det ganska tätbefolkat, med 96 invånare per kvadratkilometer. Genomsnittlig årsnederbörd är 1 078 millimeter. Den regnigaste månaden är augusti, med i genomsnitt 150 mm nederbörd, och den torraste är januari, med 35 mm nederbörd.